# Bothrideres cryptus
Bothrideres cryptus är en skalbaggsart som beskrevs av Christian Friedrich Stephan 1989. Bothrideres cryptus ingår i släktet Bothrideres och familjen rovbarkbaggar. Inga underarter finns listade i Catalogue of Life.